# Santa Rosa de Copán
Santa Rosa de Copán – miasto i gmina (municipio) w zachodnim Hondurasie, w departamencie Copán. W 2010 roku zamieszkana była przez ok. 56,1 tys. mieszkańców. Siedzibą administracyjną jest miejscowość Santa Rosa de Copán.

## Położenie
Gmina położona jest we wschodniej części departamentu. Graniczy z 11 gminami:
- Concepción, Dulce Nombre, Dolores, Veracruz i San José od północy,
- San Juan de Opoa i Lepaera od wschodu,
- Las Flores, Talgua i Cucuyagua od południa,
- San Agustín od zachodu.

## Miejscowości
Według Narodowego Instytutu Statystycznego Hondurasu na terenie gminy położone były następujące miasteczka i wsie:

- Santa Rosa de Copán
- Calzontes
- Conal Trincheras
- El Callejón
- El Carrizal
- El Conal
- El Corralito
- El Derrumbo
- El Periconal
- El Pinalito
- El Rodeo
- El Rosario
- El Salitrillo
- El Zapote
- Inchuma
- Las Delicias
- Las Sandías
- Oromilaca
- Potrerillos
- Quezailica
- Yarushin

## Transport
W mieście znajduje się port lotniczy Santa Rosa de Copan.

## Demografia
Według danych honduraskiego Narodowego Instytutu Statystycznego na rok 2010 struktura wiekowa i płciowa ludności w gminie przedstawiała się następująco:
| Wiek                | 0–3   | 4–6   | 7–12  | 13–17 | 18–24 | 25–64  | 65+   | razem  |
| Santa Rosa de Copán | 6 753 | 4 590 | 7 576 | 5 955 | 8 694 | 20 340 | 2 193 | 59 099 |
| Mężczyźni           | 3 452 | 2 353 | 3 887 | 2 801 | 4 367 | 9 698  | 888   | 27 444 |
| Kobiety             | 3 301 | 2 237 | 3 690 | 3 154 | 4 327 | 10 642 | 1 305 | 28 655 |